# Мэр Таллина
Мэр Таллина (эст. Tallinna linnapea) является высшим должностными лицом города Таллина. Мэр возглавляет городскую управу и осуществляет общее руководство ею, отвечает за стратегическое планирование развития города, бюджет, отношения с государственными органами и правительством, сотрудничество с университетами Эстонии.
Некоторые полномочия мэра города:
- осуществляет представительские функции
- имеет право издавать приказы для руководства управой города и подведомственными учреждениями
- подписывает постановления и распоряжения городской управы
- представляет Городскому собранию на утверждение структуру управы и кандидатов на должности членов управы (вице-мэров)

Мэр Таллина подотчётен в своей деятельности Городскому собранию Таллина — представительному органу муниципалитета. Члены и фракции Городского собрания имеют право направлять мэру и вице-мэрам запросы по вопросам их ведения, на которые они обязаны отвечать в установленном уставом города порядке.
Мэр города обязан предоставлять декларацию об экономических интересах в соответствии с антикоррупционным законом.

## Подведомственные учреждения
В непосредственном подчинении мэра находятся следующие городские учреждения:
- Таллинская городская канцелярия;
- Таллинский городской архив;
- Таллинский департамент записи актов гражданского состояния (ЗАГС в советское время);
- управы частей города (районов).

## Мэры
- 1786—1796 Вильгельм Хетлинг (нем. Wilhelm Hetling)
- 1796—1877 ???
- 1877—1878 Оскар Артур фон Риземанн (нем. Oscar Arthur von Riesemann)
- 1878—1883 барон Александр Рудольф Карл фон Икскюль[эст.]
- 1883—1885 Томас Вильгельм Грайффенхаген
- 1885—1894 барон Виктор Майдель (нем. Victor Maydell); 1885 и. о.
- 1894—1895 Эдуард Эрнст Бэтке (нем. Eduard Ernst Bätke), и. о.
- 1895—1905 Карл Юхан фон Гук (нем. Karl Johan von Hueck)
- 1905 февраль—декабрь Эраст Георгиевич Гиацинтов
- 1905—1906 Ойген Эдмунд Эдуард Эрбе (нем. Eugen Edmund Eduard Erbe), и. о.
- 1906—1913 Вольдемар Лендер[эст.], первый мэр-эстонец
- 1913—1917 Яан Поска
- 1917 апрель—сентябрь Гавриил Филиппович Белягин[англ.], и. о.
- 1917—1918 Вольдемар Вёэльманн (эст. Voldemar Vöölmann), председатель городской администрации
- 1918 март—ноябрь Эрхард Арнольд Юлиус Дехио (нем. Erhard Arnold Julius Dehio), обербургомистр
- 1918 март—ноябрь Александр Ризенкампф (нем. Alexander Riesenkampff), вице-мэр
- 13.11.1918—25.11.1918 Александр Паллас (эст. Aleksander Pallas), и. о.
- 1918—1919 Александр Хеллат
- 1919 май—июнь Антон Уэссон (эст. Anton Uesson), и. о.
- 1919 июнь—июль Готлиб Аст (нем. Gottlieb Ast)
- 1919—1934 Антон Уэссон
- 1934—1939 Яан Соотс, с 1938 обербургомистр
- 1938—1940 Антон Уэссон (мэр)
- 1939—1940 Александер Тыниссон, обербургомистр
- 1940—1941 Александер Кийделмаа (эст. Aleksander Kiidelmaa)
- 1941 январь-август Кристиан Сеавер, председатель исполкома
- 1941—1944 Артур Террас, обербургомистр
- 1944—1945 Александер Кийделмаа, председатель исполкома
- 1945 февраль-сентябрь Адо Курвитс (эст. Ado Kurvits), председатель исполкома
- 1945—1961 Александр Гендриксон, председатель исполкома
- 1961—1971 Иоганнес Александрович Ундуск (эст. Johannes Undusk), председатель исполкома
- 1971—1979 Ивар Хансович Каллион[эст.], председатель исполкома
- 1979—1984 Альберт Александрович Норак, председатель исполкома
- 1984—1990 Харри Вальтерович Луми[эст.], председатель исполкома
- 1990—1992 Хардо Аасмяэ
- 1992—1996 Яак Тамм[эст.]
- 31.10.1996—14.11.1996 Прийт Вилба[эст.]
- 1996—1997 Роберт Лепиксон[эст.]
- 1997—1999 Иви Ээнмаа
- 1999 март—ноябрь Пеэтер Лепп[эст.]
- 1999—2001 Юри Мыйз[эст.]
- 2001 июнь—декабрь Тынис Пальтс
- 2001—2004 Эдгар Сависаар
- 2004—2005 Тынис Пальтс
- 2005—2007 Юри Ратас
- 9 апреля 2007 — Эдгар Сависаар (с 2015 г. отстранён от должности мэра по решению суда)
- 9 ноября 2017 — Таави Аас[2]
- 11 апреля 2019[3] — 26 апреля 2024[4] Михаил Кылварт
- 26 марта 2024 — 14 апреля 2024 (и. о. мэра) Мадле Липпус[4]
- с 14 апреля 2024 Евгений Осиновский